# Medstead
Medstead är en by och en civil parish i East Hampshire i Storbritannien. Den ligger i grevskapet Hampshire och riksdelen England, i den södra delen av landet, 80 km sydväst om huvudstaden London. Den är belägen 6,9 km västsydväst om Alton. Orten är belägen mer än 700 meter över havet, och är därmed en av de högsta byarna i Hampshire.
Cirka 1 kilometer nordväst om stationssamhället ligger den gamla kyrkbyn.
Byn har en välbevarad järnvägsstation vid museibanan Watercress Line, som ansluter till det nationella järnvägsnätet i Alton.
Byns befolkning uppgår till cirka 2.000 personer och gränsar till byn Four Marks.